# Chiesa di Santa Lucia (Osilo)
La chiesa di Santa Lucia è un edificio religioso ubicato a Osilo, centro abitato della Sardegna nord-occidentale. È consacrata al culto cattolico e fa parte della parrocchia dell'Immacolata Concezione, arcidiocesi di Sassari.